# Guglielmo Sanfelice d’Acquavilla
Guglielmo Sanfelice d’Acquavilla O.S.B.Cas. (ur. 14 lub 18 lipca 1834 w Aversa, zm. 3 stycznia 1897 w Neapolu) – włoski duchowny katolicki, arcybiskup Neapolu i kardynał.

## Życiorys
Pochodził ze szlacheckiej rodziny książąt Acquavilla, matka zaś była z rodu baronów Montegiordano. Niższe święcenia otrzymał w 1851. Wstąpił do zakonu benedyktynów z opactwa nulius Ss. Trinità de Cava dei Tirreni. Profesję złożył w lipcu 1855. Święcenia kapłańskie przyjął 15 marca 1857. Był lektorem teologii w opactwie Monte Cassino. W latach 1861–1867 mistrz nowicjatu. Lektor, dziekan i wikariusz generalny opactwa SS. Trinità de Cava dei Tirreni. Kontynuował naukę na Uniwersytecie w Neapolu (doktorat z teologii), a także w Kolegium Pronotariuszy w Rzymie (doktorat utroque iuris).
18 lipca 1878 otrzymał nominację na arcybiskupa Neapolu. Sakrę otrzymał trzy dni później w Rzymie z rąk kardynała Alessandro Franchi, Sekretarza Stanu Stolicy Apostolskiej. W marcu 1884 kreowany kardynałem prezbiterem San Clemente. Pochowany na cmentarzu Piano w Neapolu.